# Dilophochila howdenorum
Dilophochila howdenorum är en skalbaggsart som beskrevs av Moron och Nogueira 1999. Dilophochila howdenorum ingår i släktet Dilophochila och familjen Rutelidae. Inga underarter finns listade i Catalogue of Life.